# Tantamani
Tantamani, Tanutamun ali Tanvetamani (asirsko  UR-daname, starogrško Tementes) je bil zadnji faraon iz nubijske Petindvajsete egipčanske dinastije (664 – 656 pr. n. št.) in kralj Kraljestva Kuš (664 – 653 pr. n. št.), * ni znano, † 653 pr. n. št.
Njegov priimek ali prestolno ime Bakare pomeni »veličastna je Rajeva duša«.
Bil je sin faraona/kralja Šabake in nečak svojega predhodnika Taharke. V nekaterih virih je omenjen kot sin faraona Šabatake. Asirski viri omenjajo Tantamanija kot Šabakovega sina in Kalhato kot Taharkovo sestro. Nekateri egiptologi so asirska besedila napačno tolmačili in imeli Tantamanija za  Šabatakovega  sina. Zdaj na splošno velja, da je bil Šabatkov sin.
Ko so Asirci za faraona (Spodnjega Egipta) imenovali Neka I., se je Tantamani odpravil ob Nilu navzdol in ponovno osvojil ves Egipt, vključno z Memfisom.  Neko I. je bil med Tantamanijevim pohodom ubit. Asirci so se na njegovo smrt odzvali z vrnitvijo v Egipt. V Nilovi delti so porazili Tantamanijevo vojsko  in prodrli na jug do Teb in jih izropali. Z njihovo zmago se je nubijska oblast v Spodnjem Egiptu končala. V Gornjem Egiptu so Tantamanijevo oblast  priznavali do leta 656 pr. n. št., ko je Psametik I. priplul v Tebe in mirno prevzel oblast, s čimer je ponovno združil oba Egipta v eno državo. 
Tantamani je odtlej vladal samo v Nubiji (Kraljestvo Kuš). Leta 653 pr. n. št. je umrl. Pokopali so ga na družinskem pokopališču El Kurru. Nasledil ga je Taharkov sin Atlanersa.

## Vir
- Robert Morkot: The Black Pharaohs: Egypt's Nubian Rulers, The Rubicon Press, 2000,  ISBN 0-948695-23-4.

| Tantamani Petindvajseta egipčanska dinastija Rojen: ni znano Umrl: 653 pr. n. št. |                                    |                        |
| Vladarski nazivi                                                                  |                                    |                        |
| Predhodnik: Taharka                                                               | Faraon Egipta 664 – 656 pr. n. št. | Naslednik: Psametik I. |
| Predhodnik: Taharka                                                               | Kralj Kuša 664 – 653 pr. n. št.    | Naslednik: Atlanersa   |